# Kumbhalgarh

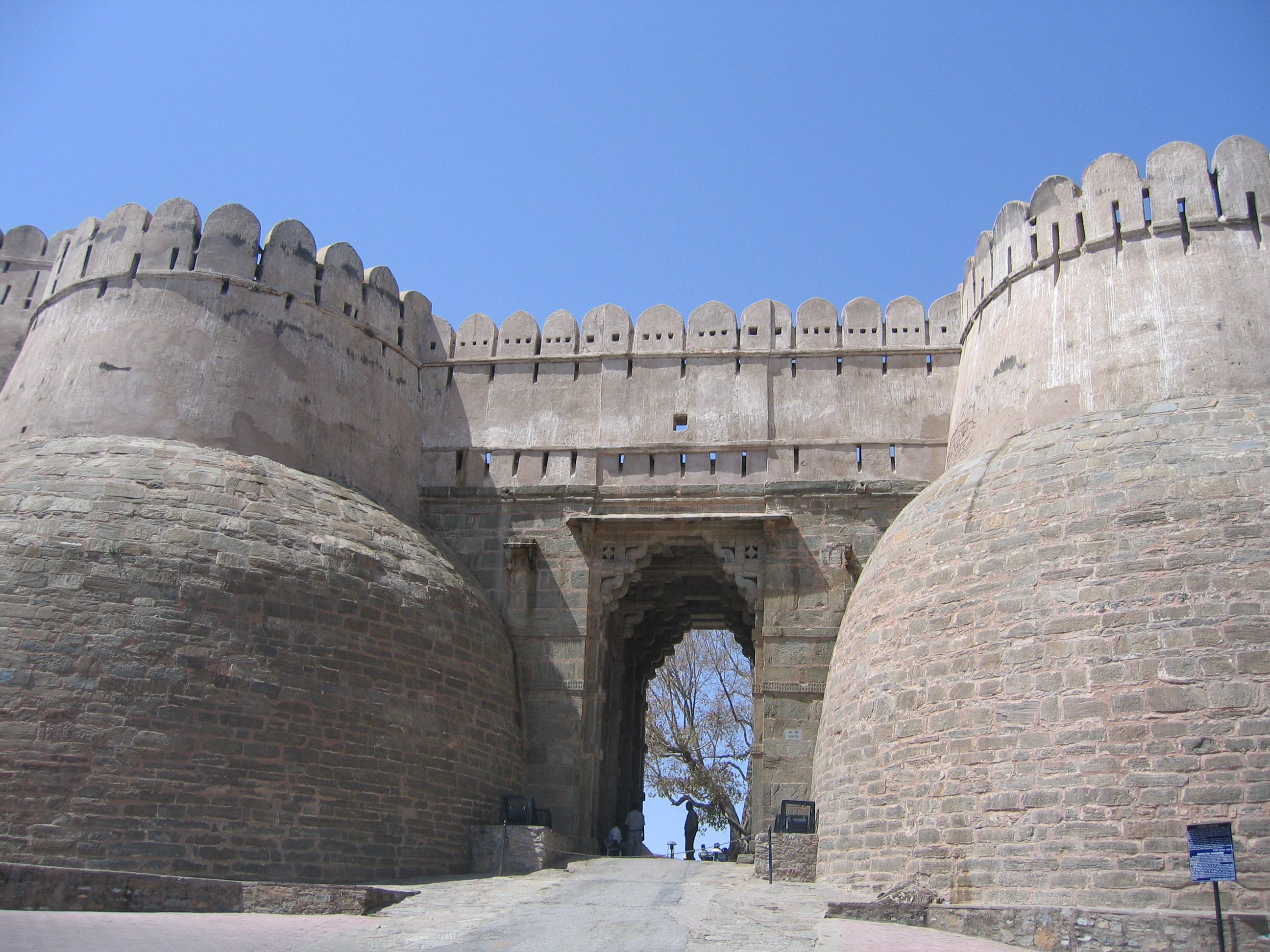
Tor des Forts

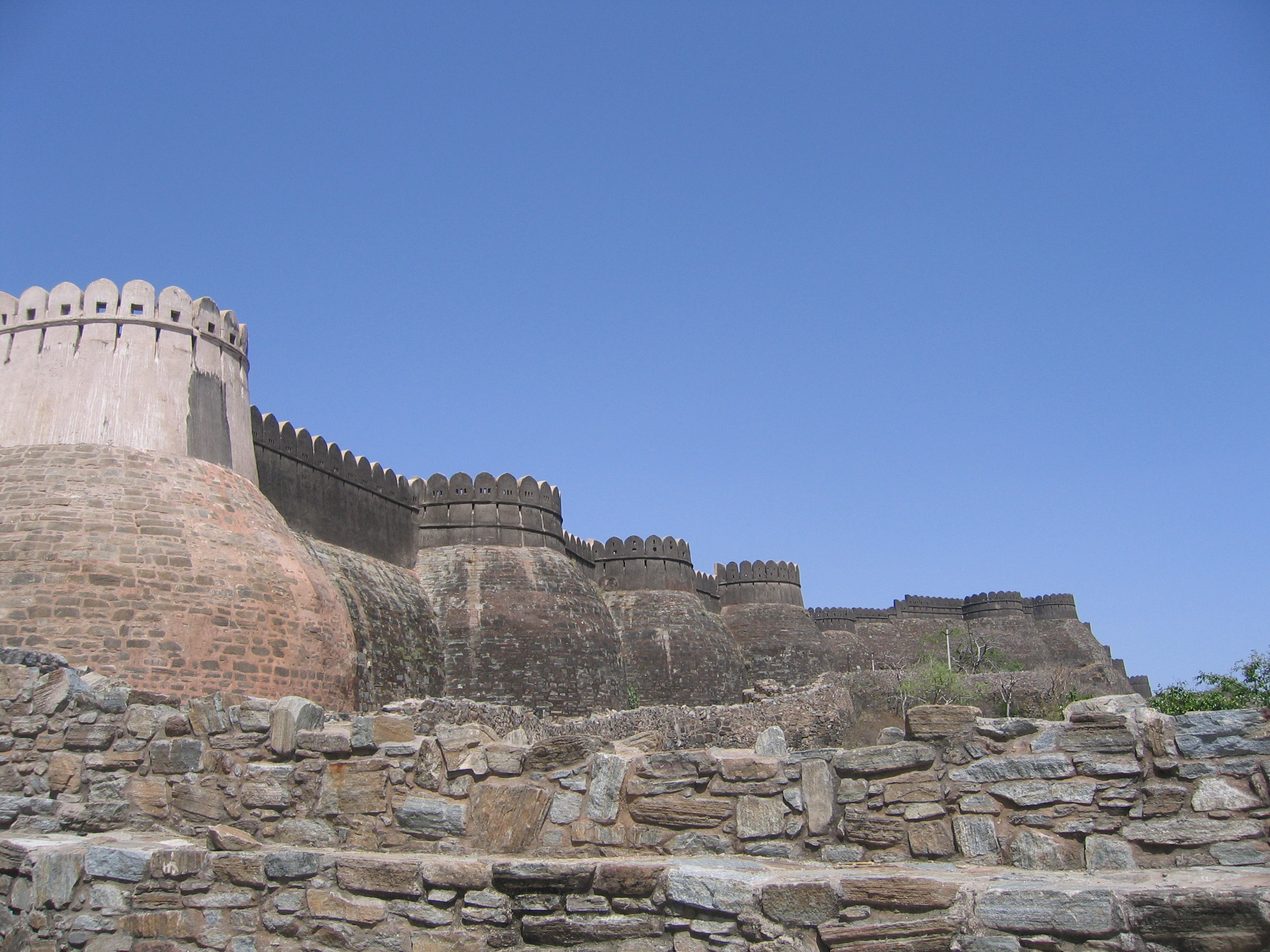
Mauern von Kumbhalgarh

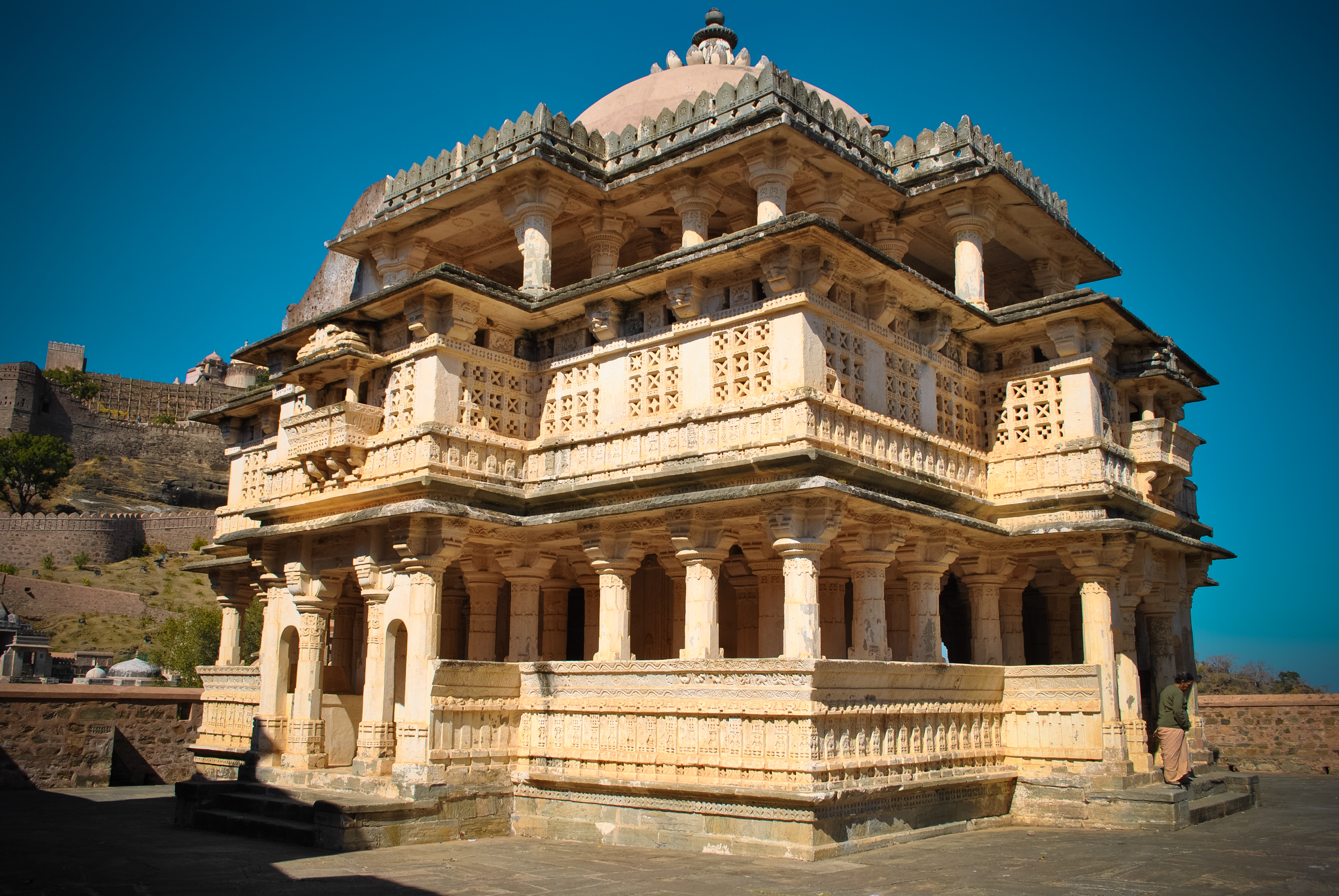
Jain-Tempel im Fort

Kumbhalgarh (Hindi: कुंभलगढ़ oder कुम्भलगढ़, kumbhalagaṛh) oder Kumbhalmer ist der Name einer Festung aus dem 15. Jahrhundert im nordwestindischen Bundesstaat Rajasthan. Nach Chittorgarh ist es die flächenmäßig zweitgrößte Festungsanlage in Rajasthan und seit 2013 als eine von mehreren Bergfestungen (Hill Forts) als UNESCO-Welterbestätte anerkannt.

## Lage
Kumbhalgarh befindet sich ca. 100 km (Fahrtstrecke) nördlich der Stadt Udaipur auf einem ca. 950 bis 1100 Meter hohen Bergrücken des Aravalligebirges. Die sehenswerten Jain-Tempel von Ranakpur sind nur etwa 30 km entfernt.

## Geschichte
Erbaut wurde die Festung von Kumbha, dem Rana von Mewar, sowohl als Bollwerk gegen den vordringenden Islam als auch gegen die verfeindeten Rajputenstaaten – allen voran Marwar – in den Jahren 1443–58. Gemäß der Überlieferung wurde das Fort nur einmal eingenommen, weil die Verteidiger kein Trinkwasser mehr hatten. Im Jahr 1535 brachte man den erst 13-jährigen Prinz Udai Singh II. aus der belagerten Festung von Chittorgarh hierhin in Sicherheit.

## Architektur
Die Anlage wird von einer ca. 36 Kilometer langen, im Durchschnitt 12 Meter hohen und 8 Meter dicken Mauer mit insgesamt 7 Toren (pol) umgeben; große Teile der Mauer sind im unteren Bereich mit ungewöhnlichen – und für die Militärarchitektur der damaligen Zeit sehr modern wirkenden – abgerundeten Böschungen versehen. Innerhalb dieser Mauern finden sich zahlreiche Gebäude: allein 360 Tempel wurden gezählt (darunter viele Jain-Tempel, aber auch ein Ganesha-Tempel und ein Hanuman-Tempel), aber auch ehemalige Wohnhäuser und ein Fürstenpalast. Die Gebäude sind über mehrere Hügel teilweise in größerem Abstand voneinander verteilt. Von höher gelegenen Tempeln und vor allem von den teilweise mit Malereien versehenen oberen Geschossen des Badal Mahal Palace bietet sich ein beeindruckender Ausblick auf das umliegende bewaldete Hügelland.